# National Board of Review Awards 1963
La 35ª edizione dei National Board of Review Awards si è tenuta il 22 dicembre 1963.

## Classifiche

### Migliori dieci film
- Io sono un campione (This Sporting Life), regia di Lindsay Anderson
- Il signore delle mosche (Lord of the Flies), regia di Peter Brook
- La stanza a forma di L (The L-Shaped Room), regia di Bryan Forbes
- La conquista del West (How the West Was Won), regia di John Ford, Henry Hathaway, George Marshall e Richard Thorpe
- I gigli del campo (Lilies of the Field), regia di Ralph Nelson
- Il cardinale (The Cardinal), regia di Otto Preminger
- Tom Jones, regia di Tony Richardson
- Hud il selvaggio (Hud), regia di Martin Ritt
- Al di là della vita (All the Way Home), regia di Alex Segal
- La grande fuga (The Great Escape), regia di John Sturges

### Migliori film stranieri
- Luci d'inverno (Nattvardsgästerna), regia di Ingmar Bergman
- 8½, regia di Federico Fellini
- Le quattro giornate di Napoli, regia di Nanni Loy
- Colpo grosso al Casinò (Mélodie en sous-soul), regia di Henri Verneuil
- Il Gattopardo, regia di Luchino Visconti

## Premi
- Miglior film: Tom Jones, regia di Tony Richardson
- Miglior film straniero: 8½, regia di Federico Fellini
- Miglior attore: Rex Harrison (Cleopatra)
- Miglior attrice: Patricia Neal (Hud il selvaggio)
- Miglior attore non protagonista: Melvyn Douglas (Hud il selvaggio)
- Miglior attrice non protagonista: Margaret Rutherford (International Hotel)
- Miglior regista: Tony Richardson (Tom Jones)